# Agenturpitch
Der Agenturpitch ist eine Präsentation bzw. Musterarbeit, mit der sich eine Agentur um einen Auftrag bemüht. Er ist eine der am häufigsten gewählten Methoden von Unternehmen, um eine Agentur auszuwählen. Die Agenturen bemühen sich dabei um einen bestimmten Etat eines Kunden. Diese Art des Wettbewerbs soll die Auswahl des besten Dienstleisters für die Betreuung eines Unternehmens gewährleisten. Agenturpitches werden insbesondere für die Auswahl einer Werbeagentur, Mediaagentur, PR-Agentur, Internetagentur, Eventagentur oder Designagentur vorgenommen.

## Ablauf
Im ersten Schritt wird beim Kunden meist eine Longlist von zirka sieben bis zehn Agenturen definiert, die für den Aufgabenbereich in Frage kommen. Nach Sichtung der Longlist trifft das Unternehmen eine engere Auswahl der Agenturen (Shortlist), die zum eigentlichen Pitch eingeladen werden. In der Regel sind das neben dem bisherigen Etathalter maximal drei weitere Agenturen.
Das Briefing ist die wichtigste Grundlage der Aufgabenstellung. Es bildet die Grundlage für den Pitch und ist die wesentliche Schnittstelle zwischen dem Unternehmen und den Agenturen. Nach dem Erhalt des Briefings wird den Agenturen bei Bedarf eine Gelegenheit zum Rebriefing gegeben. Das Rebriefing wird dazu verwendet, um festzustellen, inwieweit die Aufgabenstellung im Sinne des Unternehmens verstanden wurde.
Ein Pitch wird oft nicht honoriert, sondern die obsiegende Agentur erhält im Rahmen des Etats für mindestens ein oder zwei Jahre die daraufhin vergebenen eigentlichen Aufträge. Bei umfangreicheren Pitches oder Pitches um ein singuläres Projekt wird gewöhnlich ein Pitch-Honorar gewährt. Das Honorar deckt dabei meist die technischen Kosten und Reisekosten sowie zumindest teilweise den Arbeitsaufwand für die Pitchvorbereitung ab. Einige Agenturen lehnen die Teilnahme an unbezahlten Pitches ab. Die Agenturverbände Gesamtverband Kommunikationsagenturen (GWA) und Gesellschaft Public Relations Agenturen raten Agenturen davon ab, an nicht honorierten Pitches teilzunehmen. Auch Medien-Fachpublikationen wie W&V oder Horizont gelten als Verfechter honorierter Pitches. Auch Pitches mit einem zu wenig aussagekräftigen Briefing oder der fehlenden Möglichkeit eines Rebriefings werden von einigen Agenturen nicht angenommen.
Ein größerer Pitch kann auch mehrere Präsentationsstufen beinhalten. Im Fachjargon heißen solche Zwischenstufen auch Schulterblick, bei dem dem Kunden unfertige Ideenvorschläge und Konzepte präsentiert werden.
Fachleute sprechen sich heute für eine Abart des klassischen Pitches aus. Da nicht gewährleistet ist, dass durch einen Pitch der richtige Agenturpartner gefunden wird, wird es immer mehr Usus, mit den ausgewählten Agenturen eine Art Workshop zu machen. Hier wird die alltägliche Zusammenarbeit anhand eines fiktiven und reellen Projektes simuliert.